# Languszta reggelire
A Languszta reggelire (eredetileg olaszul Aragosta a colazione) Giorgio Capitani 1979-ben forgatott olasz–francia filmvígjátéka.

## Cselekmény
|  | Alább a cselekmény részletei következnek! |

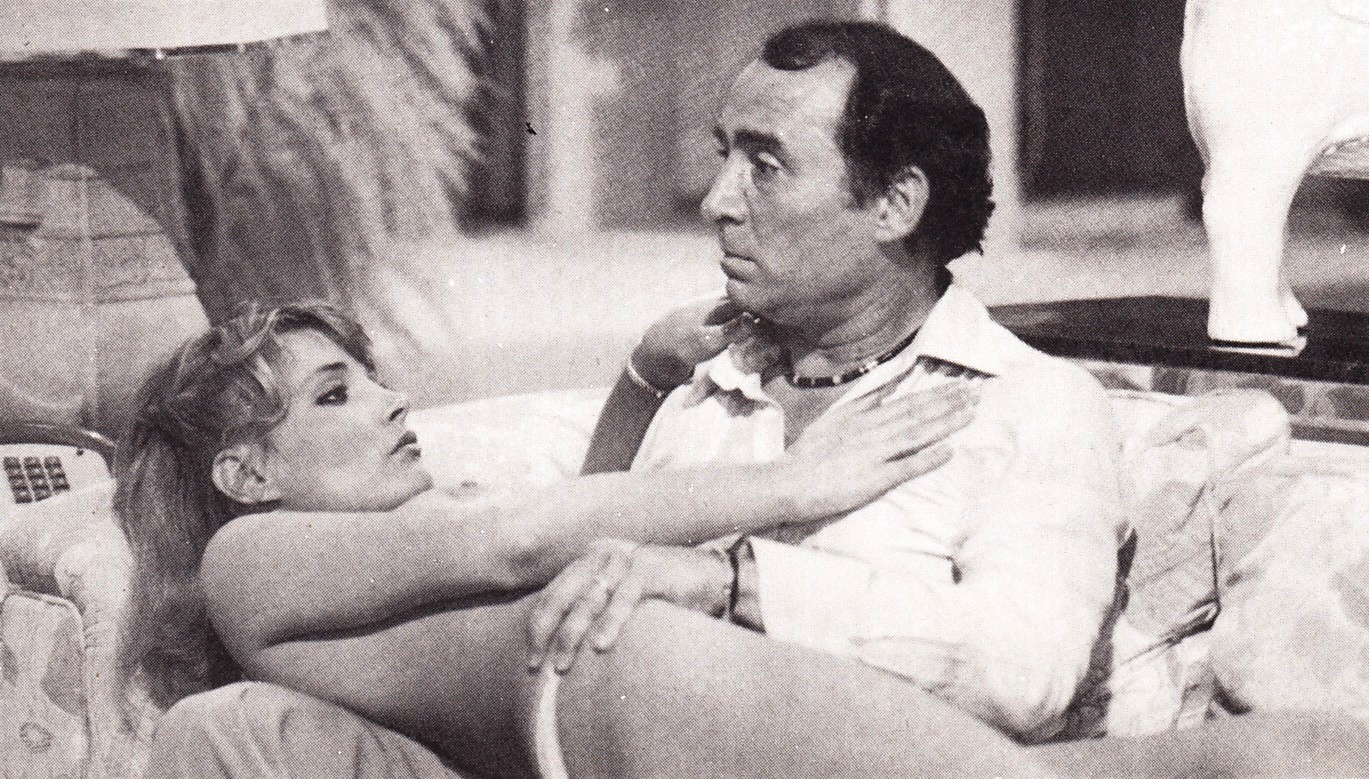
Monique (Janet Ågren) és Mario (Claude Brasseur)

Enrico Tucci olyan ember, aki az életben csak a kudarcokat gyűjti össze: mind a munkahelyén, ahol egy lépés választja el az újabb szaniteráru-eladástól, mind a magánéletben, ahol feleségül veszi Matildét, egy étterem pincérnőjét, aki kudarcnak tartja, hogy nem tud öngyilkosságot elkövetni sem gázzal, mert üres a palack, sem úgy, hogy egy szakadékba leveti magát, mert egy matracot szállító teherautóra esik. Teljesen más az élete Mario Spinosinak, az egykori labdarúgónak, akit ma gazdag felesége, Carla tart el, és csak az a közös bennük, hogy egykori iskolatársak voltak.
Enrico, hogy elkerülje az újabb elbocsátást, Mario segítségét kéri, miután meglátta a fényképét egy újságban, aki azonban felesége távozását kihasználva megbeszélt egy estét a fiatal hostesszel, Monique-kal, aki először kidobja Enricót. de amikor a felesége váratlanul visszatér, ő Monique férjének adja ki magát, és megígéri, hogy számos szaniterárut vásárol tőle.
A sorozatos félreértések miatt Enrico meghívást kap egy Carla által szervezett vacsorára, hogy meggyőzzön egy fontos német vállalkozót, írjon alá szerződést vele, akinek az étkeztetéséről az az étterem gondoskodik, ahol Matilde dolgozik. A vacsora félreértések és tragikomikus helyzetek közepette zajlik, ami azt a látszatot kelti, hogy Enrico egy milliárdos (olasz lírában) üzlet küszöbén áll a német vállalkozóval, aki úgy véli, hogy az Enrico által árusított „fekete tulipán” egy nagyon ritka virágfajta, és nem egy egészségügyi termék. Amint kiderül az igazság, Enrico elveszíti állását és egyben feleségét is, de Carla szeretője lesz, aki végül rájön Mario árulására Monique-kal.
Enrico és Carla együttélése után mindketten rájönnek, hogy házastársukat szeretik, anélkül azonban, hogy lenne bátorságuk szakítani. Végül Carla lesz az, aki kezdeményez, és megkéri Matildét, hogy vegye vissza a férjét. A film utolsó mulatságos félreértése arról értesíti Carlát, Mariót és Matildét, hogy Enrico ismét öngyilkosságot kísérel meg, a valóságban pedig csak bujkál Carla elől, mert fél, hogy szembe kell néznie vele. Hogy meggyőzzék Enricót, ne vesse le magát, Mario és Carla különféle ajándékokat ígérnek neki. Enrico a végén mégis leugrik, de ismét megmenekül a szokásos matracokat szállító teherautóra zuhanásával.
|  | Itt a vége a cselekmény részletezésének! |

## Szereplők
| Karakter        | Színész          | Magyar hang        |
| --------------- | ---------------- | ------------------ |
| Enrico Tucci    | Enrico Montesano | Kern András        |
| Mario Spinosi   | Claude Brasseur  | Tahi - Tóth László |
| Monique         | Janet Agren      | Kovács Nóra        |
| Carla Spinosi   | Claudine Auger   | Drahota Andrea     |
| Matilde Tucci   | Silvia Dionisio  | Pálos Zsuzsa       |
| Domitilla Tucci |                  | Balázsy Panna      |

## Érdekesség
A film cselekménye hasonlóságokat mutat az 1980-ban Giorgio Capitani által forgatott, Utálom a szőkéket című filmmel. A főszereplő abban a filmben szintén Enrico Montesano, míg a társszereplőt, aki ebben a filmben Claude Brasseur, a szóban forgó filmben Jean Rochefort alakítja. Ugyancsak vannak hasonlóságok az Amikor a pár kitör című filmhez, amelyet Steno 1981-ben forgatott, szintén Enrico Montesano és Claude Brasseur főszereplésével.

## Fordítás
Ez a szócikk részben vagy egészben  az   Aragosta a colazione című olasz Wikipédia-szócikk ezen változatának fordításán alapul.  Az eredeti cikk szerkesztőit annak laptörténete sorolja fel. Ez a jelzés csupán a megfogalmazás eredetét és a szerzői jogokat jelzi, nem szolgál a cikkben szereplő információk forrásmegjelöléseként.